# Micro Focus统一功能测试
Micro Focus统一功能测试 (Micro Focus Unified Functional Testing，簡稱UFT)，舊名QuickTest Professional ( QTP )，是一款能为開發好的软件程序提供功能測試和回归测试自动化的软件。
UFT支持脚本界面和图形用户界面。用戶可以使用 Visual Basic Scripting Edition(VBScript)脚本语言测试軟件 。
UFT最初由Mercury Interactive開發，當時名为QuickTest Professional。Mercury Interactive随后于2006年被惠普收購。2016年，HP又將该軟件出售给Micro Focus。